# Cintura centrale
La cintura centrale (in lingua inglese Central Belt) della Scozia è un termine di uso comune utilizzato per descrivere l'area con la più alta densità di popolazione della Scozia. Nonostante il nome, essa non è geograficamente "centrale", ma si trova nel sud della regione.
Essa era precedentemente nota come le "Midlands" o le "Midlands Scozzesi", ma questo termine è caduto poi in disuso.
La Cintura Centrale si trova fra le Highlands a settentrione e the Uplands meridionali a sud.

## La Cintura Centrale minore
La zona è spesso considerata come una striscia aderente alle autostrade M8 ed M9 che va verso est da Greenock e da Glasgow fino ad ovest di Edimburgo, girando attorno alle cittadine come Paisley, Cambuslang, Hamilton, Stirling, Falkirk, Livingston e Linlithgow.

## La Cintura Centrale maggiore
La Cintura Centrale maggiore è un trapezoide che si stende fra Dundee ad Ayr, e da Dumbarton a Dunbar. Questa comprende anche le aree popolate abbastanza densamente come Ayrshire, Fife, Midlothian e East Lothian. Quest'area circonda le maggiori città della Scozia, escluse Aberdeen e Inverness che sono situate nel Nord della regione.
Entrambe queste zone contengono anche un grande numero di impianti industriali.

## Termini simili
Nel contesto scozzese ci sono molti termini, nell'uso comune, che hanno un significato simile a quello di "Cintura Centrale" (Central Belt).
- Le "Pianure Centrali" (Central Lowlands) sono geologicamente definite e coprono un'area che si estende verso nord-est oltre la Cintura Centrale.
- La "Valle Interna" o "Valle Centrale" (Midland Valley) è un'espressione usata meno comunemente ed è sinonima delle "Central Lowlands".
- Le "Pianure Scozzesi" (Scottish Lowlands) sono topograficamente e culturalmente definite e incluse interamente nella Scozia oltre le Highlands e Islands, comprese le Uplands Meridionali.
- Scozia Centrale (Central Scotland) è un termine meno ben definito utilizzato per significare varie cose, incluso le "Pianure Centrali" e la "Cintura centrale" (Central Lowlands e Central Belt).